# Arno Anthoni
Arno Kalervo Anthoni, född 11 augusti 1900 i Karislojo, död 9 augusti 1961 i Helsingfors, var en finländsk ämbetsman.
Anthoni erhöll titeln vicehäradshövding 1930. Han var 1933–1941 polisinspektör i Nylands län och 1941–1944 chef för statspolisen.
Han anhölls 1945 på order av kontrollkommissionen som misstänkt krigsförbrytare och satt i häkte fram till 1947, då han åtalades för grovt tjänstefel och delaktighet i mord med anledning av att han 1942 medverkat till utlämningen av bland annat en grupp judar på åtta personer (av vilka endast en överlevde Auschwitz) till Tyskland. Våren 1948 gav Åbo hovrätt ett frikännande utslag i det uppmärksammade och omdebatterade målet mot Anthoni, som därefter väckte skadeståndskrav mot staten och 1950 tilldömdes ett belopp på 1,2 miljoner mark. 